# Noskovci
Noskovci su naselje koje se smjestilo u Slavoniji pokraj Drave. Nalazi se u općini Čađavica. Udaljeno je 15 km od Slatine. Gospodarstvo Noskovaca se većinom zasniva na uzgoju poljoprivrednih kultura. U selu dolazi do migracije mlađe populacije u gradove tako da se prosječna starost stanovnika svake godine povećava.

## Stanovništvo
| broj stanovnika | 551   | 671   | 610   | 650   | 717   | 821   | 795   | 826   | 779   | 772   | 721   | 557   | 427   | 305   | 237   | 195   | 142   |
|                 | 1857. | 1869. | 1880. | 1890. | 1900. | 1910. | 1921. | 1931. | 1948. | 1953. | 1961. | 1971. | 1981. | 1991. | 2001. | 2011. | 2021. |